# Zilleskapelle
Koordinaten: 50° 10′ 44,3″ N, 7° 18′ 13,1″ O

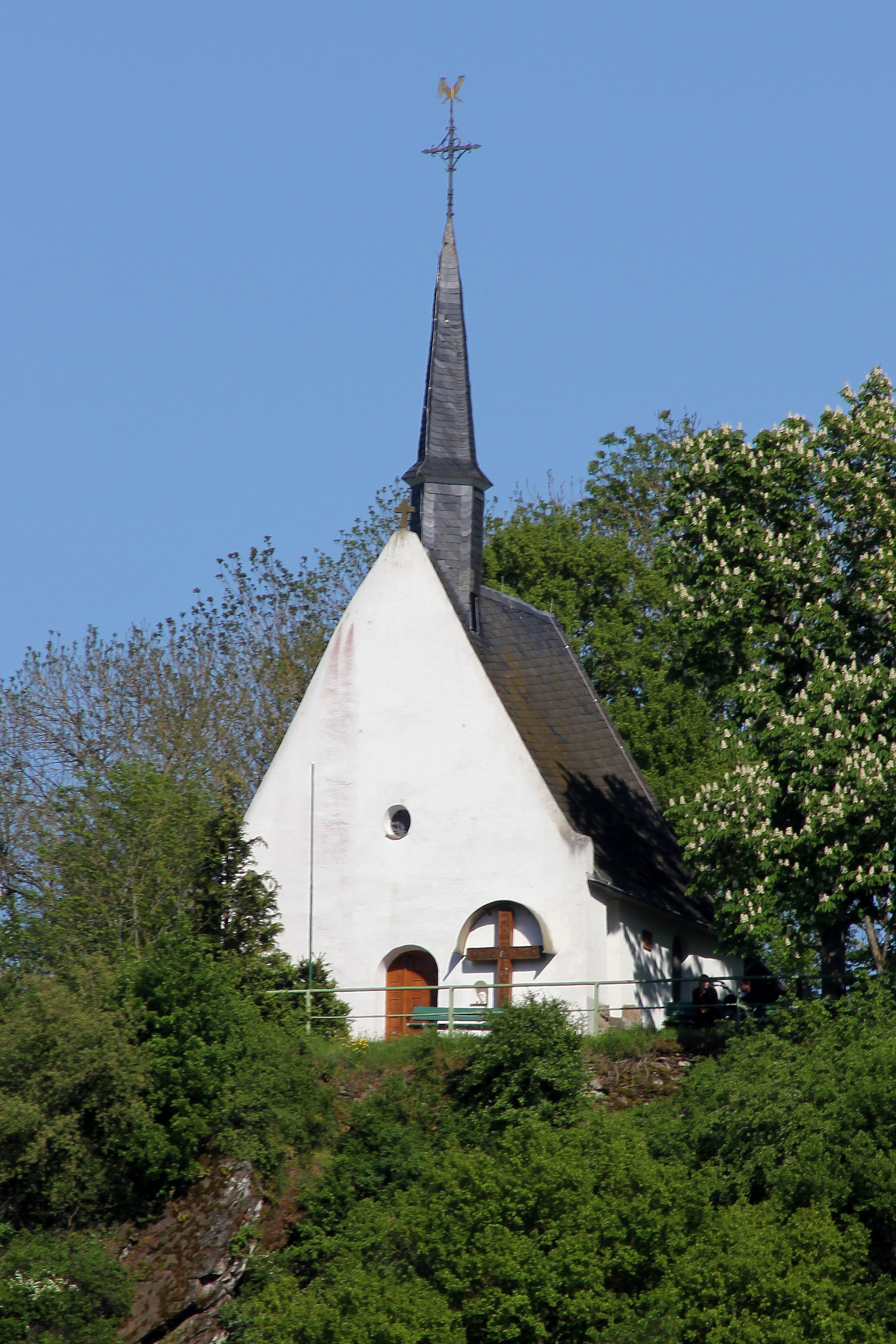
Zilleskapelle

Die Zilleskapelle (auch: Zilskapelle St. Johann Baptist) ist eine erstmals 1257 als Eremitage erwähnte Kapelle. Sie liegt nördlich des Ortsteils Treis in der Ortsgemeinde Treis-Karden im Landkreis Cochem-Zell in Rheinland-Pfalz auf dem Zillesberg.

## Geschichte
Auch wenn ihre Geschichte bis ins 13. Jahrhundert nachweisbar ist, wird eine Kapelle St. Cyriakus erstmals am 8. September 1420 namentlich in einem Dispensgesuch des Priesters Johann von Eltz genannt. In den Visitationsberichten der Jahre 1570 und 1656/ 1657 wird sie als sacello s. Caeciliae in monte bezeichnet und 1646 heißt es in der Beschreibung des Zehnbezirks des Stifts Karden: bis auf den Zillesberg an das Kapellchen.:22

## Die Eremitage
Die Zilleskapelle war eine der elf Eremitagen des Obererzstifts Trier, die 1703 in der Deutschen Kongregation zusammengefasst wurden. Die urkundliche Ersterwähnung datiert vom 9. April 1257, als Nikolaus, Dekan des St. Castorstifts Karden dem Eremiten auf dem Zillesberg (heremite in monte S. Tiricii) ein Malter Korn und ein Schwein vererbte, das der Gertrud von Treis gehörte. In den Visitationsberichten von 1742 und 1743 heißt sie Eremitage auf Allerheiligenberg bey Treyss und 1777 wird ein Bruder Hilarius Eremit auf dem Sankt Blasius Berg zu Threys erwähnt. Er war um 1729 in Wittlich als N. Zeuzius geboren und starb am 22. April 1814 in Treis.
Als weiterer Eremit auf dem Treiser Zillesberg ist der um 1711 in Trier geborene, körperbehinderte Philipp Jacob Arentz (Bruder Paulus) bekannt, dessen Vater aus Treis stammte. Er war von 1737 bis nach 1762 Eremit, führte aber einen vagabundierenden, nicht vorschriftsmäßigen Lebenswandel. Am 16. April 1751 starb zu Treis der Eremit Anselm Kästen.
Ob und inwiefern ein nach 1673 nahe der Kapelle vergrabener und 1976 gefundener Münzschatz in Zusammenhang mit der Eremitage steht, ist noch offen.

## Namensdeutung
Auch wenn die Namen für die Zilleskapelle und den Zillesberg in den historischen Belegen stark variieren, ist anzunehmen, dass er wie die Familiennamen Zillis, Zilles, Zillesius und ähnliche ursprünglich auf den Hl. Cyriakus zurückgeht. Dafür spricht auch, dass der Familienname Zilles in der engeren Umgebung (Kreis Cochem-Zell / Rhein-Hunsrück-Kreis) weit verbreitet ist und hier seinen Ursprung hat.
Der Name Zilleskapelle könnte jedoch auch durch einen theoretischen früheren Ortsnamen Tiricium beeinflusst sein oder auf Zille (= Straßenzug) zurückgehen.

## Architektur
Der heutige Bruchsteinbau mit 70 bis 90 Zentimeter dicken Mauern stammt aus dem Anfang des 17. Jahrhunderts. Das Innere wurde 1960 neu gestaltet und 2000 wurde die Kapelle grundlegend renoviert. Die Kapelle trägt ein Steildach mit spitzem, achtseitigem Dachreiter am Westende.

## Ausstattung
In den abstrakten Farbfenstern nach Entwürfen des Kölner Malers Willi Strauß sind das Kreuzwunder des hl. Hubertus, die Treiser Steinbrüche, ein Naturmotiv, das siebenfach durchbohrte Herz Mariens und im Rundfenster über der Empore das in die Erde gesenkte Samenkorn dargestellt. Der Altar entstammt dem Treiser Kriegerdenkmal. Links und rechts am Übergang zum Chor sind der hl. Cyriakus und Johannes der Täufer als Mosaik zu sehen.
Eine 1949 in der Werkstatt Mettler in Morbach gefertigte Marienstatue wurde am 16. Juli 1973 gestohlen und durch eine Darstellung der schmerzhaften Mutter ersetzt, die am 2. Juni 1982 ebenfalls gestohlen wurde. Danach wurde die Nachbildung einer alten Pietà unbekannter Herkunft aufgestellt. Links vom Eingang der Kapelle stand bis 1966 ein Basaltkreuz von 1743 mit den Initialen N.N. und G.N. Rechts vom Eingang steht ein ursprünglich aus dem Jahr 1845 stammendes 2,70 Meter großes Kreuz, das 1972 ersetzt und 2000 renoviert wurde. Es zeigt in reicher Verzierung die Leidenswerkzeuge. Die Turmspitze ziert ein Eisenkreuz mit Wetterhahn.:23–26
Wackenroder führt noch eine 78 Zentimeter hohe hölzerne St.-Castor-Statue aus dem Anfang des 17. Jahrhunderts auf, die nach 1939 gestohlen wurde. Ferner erwähnt er einen 1,35 Meter hohen schmiedeeisernen Lichtständer aus der gleichen Zeit mit symmetrisch gerollten Volutenranken und Grotesken sowie einem Schädel Adams und einer Hausmarke auf dem Steinsockel.
Ausgehend von der Kastellauner Straße führt ein Kreuzweg mit 14 Stationen durch die moselseitigen Weinberge steil zur Zilleskapelle hinauf.:26–30